# Wassili Grischtschenkow
Wassili Grischtschenkow (russisch Василий Грищенков, engl. Transkription Vasiliy Grishchenkov; * 23. Januar 1958) ist ein ehemaliger sowjetischer Dreispringer.
1977 holte er Silber bei den Leichtathletik-Junioreneuropameisterschaften in Donezk.
Bei den Leichtathletik-Europameisterschaften 1982 in Athen gewann er Silber, und bei den Leichtathletik-Weltmeisterschaften 1983 in Helsinki schied er in der Qualifikation aus.
1980 und 1983 wurde er Sowjetischer Meister und 1981 Sowjetischer Hallenmeister.

## Persönliche Bestleistungen
- Dreisprung: 17,55 m, 19. Juni 1983, Moskau
  - Halle: 17,01 m, 8. Februar 1981, Minsk